# Liberálisok (Svédország)
Liberálisok (svédül: Liberalerna, rövidítése: L) egy svédországi liberális, szociálliberális szellemiségű politikai párt. A párt a Fredrik Reinfeldt vezette 2006-2014 közötti jobbközép kormánykoalíció tagja volt. A párt neve 2015. november 22.-éig Liberális Néppárt (Fokpartiet liberalerna). A párt a Liberális Internacionálé és a Liberálisok és Demokraták Szövetsége Európáért pártcsalád tagja.

## Ideológiája
A párt ideológiája a szociálliberalizmuson alapszik, gazdasági kérdésekben támogatta a jóléti állam szerepét, azonban ellenezte a szociáldemokraták államosító politikáját. Külpolitikai kérdésekben mindig is elkötelezett volt az Egyesült Államok és az Egyesült Királyság iránt, elutasította a nácizmust és kommunizmust egyaránt. A párt a második világháború alatt támogatta a svéd kormánykoalíciót és az ország semlegességét is. A hidegháború idején hevesen kritizálta a Szovjetunió politikáját. A hidegháború végeztével ez volt az első svéd párt, amely az ország hagyományos semlegességének felfüggesztését követelte és az ország NATO csatlakozását szorgalmazta.
A párt emellett ellenezte a Dél-Afrikában már megszűnt apartheid rendszert és bojkottot sürgetett akkoriban. Ellenezte a harmadik világbeli országokban kialakuló kommunista rezsimeket, emiatt a Szociáldemokrata Párttal heves vitái voltak, akiket azzal vádoltak, hogy szemet huny ezen diktatúrák felett.